# Joanne Stupak
Joanne Stupak is een personage in de Amerikaanse televisieserie That '70s Show van Fox Networks, gespeeld door Mo Gaffney. Zij is een vriendin van Bob Pinciotti, die te zien is in seizoen 4 en 5. Ze ontmoette Bob in de supermarkt, toen Bob vijftien pakken steaks wilde kopen. Omdat Midge, de vrouw van Bob, was weggegaan bij Bob, moest Bob zelf gaan koken, maar hij wist niet hoe. Joanne besloot om Bob te leren koken. Het begon met een gehaktbrood dat Bob voor Joanne moest maken.
Ze is geen vriend van Red, de buurman. De eerste maal dat ze elkaar ontmoetten, hadden ze een barbecue bij Bob thuis. Red stond al klaar om het vlees te bakken, maar Joanne vond dat zij en Reds echtgenote Kitty dat maar moesten doen en Red samen met Bob de salade moesten gaan maken. Na dit incident is het nooit goed gekomen met Red en Joanne. Joanne werkt bij de hondenvoerfabriek en neemt Eric, de buurjongen, aan als medewerker. Uiteindelijk verliest Eric die baan weer.